# Геліограф світлосигнальний

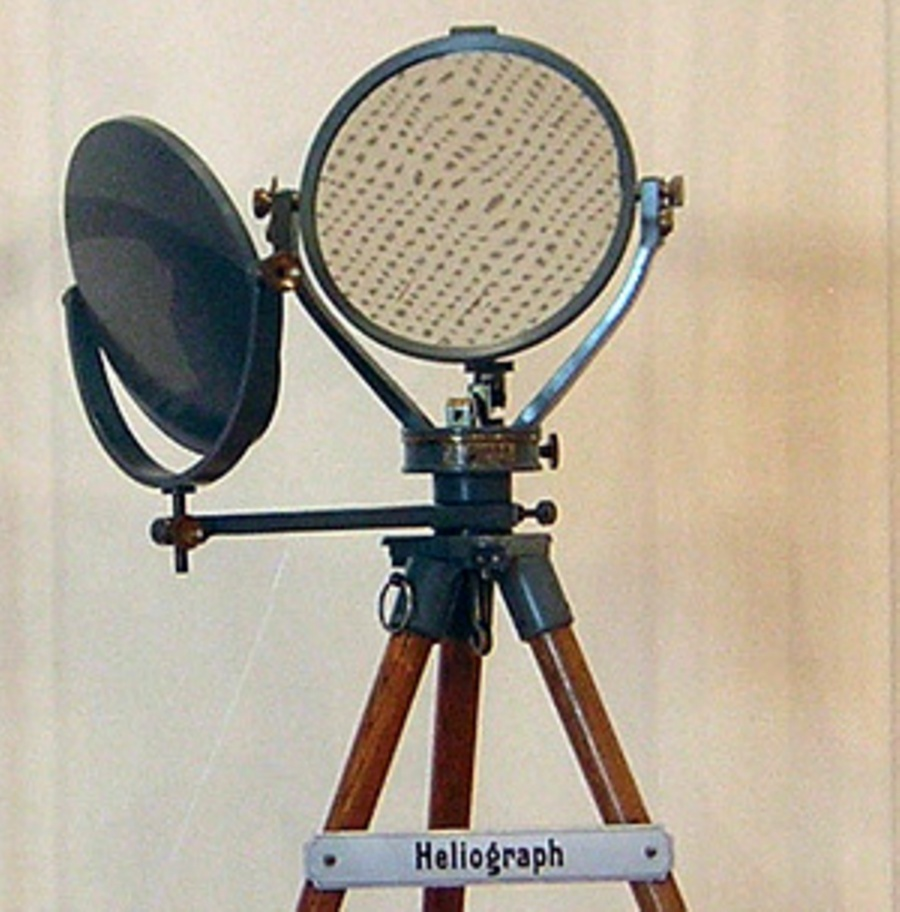
Німецький геліограф (музей зв'язку у Франкфурті)

Геліо́граф (від грец. ἥλιος — сонце та γράφω — пишу) у військовій справі (XIX — початку XX сторіччя) — прилад для передачі сигналів (телеграфування) за допомогою дзеркал, що відбивають сонячне проміння. Здебільшого передача здійснювалася за допомогою азбуки Морзе.
Були розповсюдженими в арміях багатьох країн. Дальність зв'язку в гарних умовах (сонячний день, прозора атмосфера) могла досягати 75 км.
Рекорд дальності зв'язку за допомогою геліографа було встановлено 1894 року в США. Відстань між точками приймання та передачі, що були розташовані на вершинах гір, становила 295 км.